# Pierre-Laurent Monestier
Pierre-Laurent Monestier, dit Monestier de la Lozère, pour le différencier de son collègue Monestier du Puy-de-Dôme, né le 27 septembre 1755 à Sévérac-le-Château et décédé le 1er brumaire an V (22 octobre 1796) à Tarbes, est un homme politique français de la Révolution française.  

## Biographie
Monestier est homme de loi à Banassac et substitut du procureur-syndic du département de la Lozère lorsqu'il est élu, le premier sur cinq, député à l'Assemblée nationale législative en septembre 1791. Il est absent à la mise en accusation du ministre de la Marine Bertrand de Molleville le 1er février 1792 et vote en faveur de la mise en accusation de Lafayette le 8 août 1792. 
Monestier est réélu député, le cinquième et dernier, à la Convention nationale. Il est élu suppléant au Comité des Domaines au début de la session. Il siège sur les bancs de la Montagne. Au procès de Louis XVI, il vote la mort sans appel au peuple ni sursis bien qu'il ait initialement formulé le souhait que le roi ne soit exécuté qu'à la paix. Il vote contre la mise en accusation de Jean-Paul Marat. Il est absent lors du rétablissement de la Commission des Douze.
Monestier est envoyé en mission dans les départements des Landes et du Lot-et-Garonne en nivôse an II (fin décembre 1793). Il est rappelé ainsi que vingt de ses collègues par le Comité de Salut public mais ne se rend pas au décret pour des motifs de santé, confirmés par son collègue Ysabeau. Il est envoyé dans les Basses et des Hautes-Pyrénées entre thermidor an II et brumaire an III (entre mi-août et mi-novembre 1794). Au mois de vendémiaire an IV (septembre 1795), il publie le compte-rendu des dépenses et des recettes de ses missions dans les quatre départements.
Le 5 prairial an III (24 mai 1795), il épouse Marie Noguès, fille d'un propriétaire terrien, à Vicq-d'Auribat dans le district de Tartas dans le département des Landes. De leur union naissent deux enfants, Marie née le 15 prairial an III (3 juin 1795) et Antoine Vincens Philippe né le 17 avril 1795 et mort le 6 novembre 1797. 
Monestier n'est pas réélu aux chambres du Directoire. Il meurt à Tarbes en revenant de Barèges où il avait pris les eaux pour se soigner.

## Sources bibliographiques
- « Pierre-Laurent Monestier », dans Adolphe Robert et Gaston Cougny, Dictionnaire des parlementaires français, Edgar Bourloton, 1889-1891 [détail de l’édition]
- Mémoires des Landes, Article Monestier (Pierre Laurent dit de la Lozère), 1991
- Archives privées Léon Dufour
- Archives privées de Spens d'Estignols
- Archives des Landes: fonds de l'Abbé FOIX
- Archives d'Aurice: État civil et délibérations du conseil municipal.